# Trioserica
Trioserica (лат.) — род пластинчатоусых жуков из подсемейства хрущей (Scarabaeidae). Около 50 видов.

## Распространение
Встречаются, в основном в Ориентальной области и в Палеарктике.

## Описание
Пластинчатоусые жуки мелкого и среднего размера, основная окраска желтовато-коричневая. Передние голени с 3 зубцами. Апикальная граница надкрылий с мембранозным ободком. Гипомерон с поперечным базовентральным килем. Вершина задней голени вогнуто-усеченная около тарзального сочленения.

## Систематика
Известно около 50 видов. Trioserica был впервые описан в 1922 году немецким энтомологом Julius Moser (1863—1929). Род входит в состав трибы Sericini из подсемейства хрущей (Scarabaeidae). Род отличается от Tetraserica желтовато-коричневым цветом тела с часто густыми, но темными пятнами разного размера, булавой усика у самцов с четырьмя или пятью члениками, протораксом с базально окаймленным гипомероном, а также трезубцем протибия.
- Trioserica achterbergi Ahrens, Lukic & Pham, 2024[2]
- Trioserica alternata (Nomura, 1974)
- Trioserica antennalis (Nomura, 1974)
- Trioserica bachma Ahrens, Lukic & Pham, 2024
- Trioserica bansongcha Ahrens, Lukic & Pham, 2024
- Trioserica bresseeli Ahrens, Lukic & Pham, 2024
- Trioserica cangyuanensis Ahrens, Liu & Fabrizi, 2021[4]
- Trioserica chaudoc Ahrens, Lukic & Pham, 2024
- Trioserica chaweewanae Ahrens, Lukic & Pham, 2024
- Trioserica chumomray Ahrens, Lukic & Pham, 2024
- Trioserica chuyangsin Ahrens, Lukic & Pham, 2024
- Trioserica csorbai Ahrens, Lukic & Pham, 2024
- Trioserica dalat Ahrens, Lukic & Pham, 2024
- Trioserica daweishana Ahrens, Liu & Fabrizi, 2021
- Trioserica dinghushanica Ahrens, Liu & Fabrizi, 2021
- Trioserica dongnai Ahrens, Lukic & Pham, 2024
- Trioserica geiseri Ahrens, Lukic & Pham, 2024
- Trioserica guerlaechi Ahrens, Lukic & Pham, 2024
- Trioserica hartmanni Ahrens, Lukic & Pham, 2024
- Trioserica huaypok Ahrens, Lukic & Pham, 2024
- Trioserica khaoyai Ahrens, Lukic & Pham, 2024
- Trioserica konplongensis Ahrens, Lukic & Pham, 2024
- Trioserica lamdongensis Ahrens, Lukic & Pham, 2024
- Trioserica lepichaeta Moser, 1922
- Trioserica lilongensis Ahrens, Liu & Fabrizi, 2021
- Trioserica macrophthalma  (Moser, 1918)
- Trioserica maculata (Frey, 1972)
- Trioserica maculipennis  (Miyake & Yamaya, 2001)
- Trioserica minima (Frey, 1972)
- Trioserica namphak Ahrens, Lukic & Pham, 2024
- Trioserica nongfa Ahrens, Lukic & Pham, 2024
- Trioserica pahinngam Ahrens, Lukic & Pham, 2024
- Trioserica pakse Ahrens, Lukic & Pham, 2024
- Trioserica paulseni Ahrens, Lukic & Pham, 2024
- Trioserica phataem Ahrens, Lukic & Pham, 2024
- Trioserica phetchabun Ahrens, Lukic & Pham, 2024
- Trioserica phnomkulen Ahrens, Lukic & Pham, 2024
- Trioserica phuphan Ahrens, Lukic & Pham, 2024
- Trioserica pongpitaki Ahrens, Lukic & Pham, 2024
- Trioserica preahkhan Ahrens, Lukic & Pham, 2024
- Trioserica prome Ahrens, Lukic & Pham, 2024
- Trioserica rugosa (Brenske, 1899)
- Trioserica samoeng Ahrens, Lukic & Pham, 2024
- Trioserica sanogae Ahrens, Lukic & Pham, 2024
- Trioserica seideli Ahrens, Lukic & Pham, 2024
- Trioserica sekongensis Ahrens, Lukic & Pham, 2024
- Trioserica shiyiduiensis Ahrens, Liu & Fabrizi, 2021
- Trioserica skalei Ahrens, Lukic & Pham, 2024
- Trioserica sparsesquamosa Moser, 1922
- Trioserica tadfaek Ahrens, Lukic & Pham, 2024
- Trioserica taipeiensis Kobayashi, 2013[5]
- Trioserica tarsata (Brenske, 1894)
- Trioserica tenasserim Ahrens, Lukic & Pham, 2024
- Trioserica theinzek Ahrens, Lukic & Pham, 2024
- Trioserica tongbiguan Ahrens, Lukic & Pham, 2024
- Trioserica trifoliata Moser, 1922
- Trioserica vientiane Ahrens, Lukic & Pham, 2024
- Trioserica vriesi Ahrens, Lukic & Pham, 2024
- Trioserica vuquang Ahrens, Lukic & Pham, 2024
- Trioserica vuquang Ahrens, Lukic & Pham, 2024[2]